# XBRL
XBRL (acronimo di eXtensible Business Reporting Language) è un linguaggio basato su XML utilizzato principalmente per la comunicazione e lo scambio elettronico di informazioni contabili e finanziarie.
Tramite un insieme di metadati definiti in una tassonomia, XBRL permette di specificare tutte le voci necessarie alla creazione di uno specifico documento contabile.
In sostanza un documento XBRL è un file dove i dati vengono etichettati con una codifica che ne definisce il tipo di voce, selezionata tra quelle presenti nella tassonomia, e poi riporta la definizione o il valore del dato, come ad esempio il periodo di riferimento, il nominativo dell'azienda, la valuta di conto utilizzata, il valore contabile.
Ad esempio un bilancio emesso in formato XBRL sarà stato standardizzato secondo il modello XBRL stesso e conterrà pertanto una codifica specifica per ogni valore o informazione presente nel documento stesso in modo da permettere una immediata analisi, verifica o rielaborazione dello stesso.
Lo standard XBRL è gestito da un consorzio internazionale che raggruppa più di 300 organizzazioni diverse. Questo consorzio si occupa di definire e pubblicare le varie tassonomie e i vari legami tra queste.

## Struttura del documento XBRL
Nell'uso tipico, XBRL è costituito da un'istanza XBRL, contenente principalmente i fatti aziendali segnalati, e una raccolta di tassonomie denominata Discoverable Taxonomy Set (DTS), che definiscono i metadati di questi fatti, come il significato dei fatti e il modo in cui si relazionano tra loro. XBRL utilizza gli standard XML Schema, XLink e XPointer.

### Istanza XBRL
L'istanza XBRL inizia con l'elemento radice <xbrl>. Potrebbe esserci più di un'istanza XBRL incorporata in un documento XML più grande. L'istanza Xbrl è anche conosciuta come file XBRL. L'istanza XBRL stessa contiene le seguenti informazioni:
- Fatti aziendali : i fatti possono essere suddivisi in due categorie
  - Gli elementi sono fatti che contengono un unico valore. Sono rappresentati da un singolo elemento XML con il valore come contenuto.
  - Le tuple sono fatti che contengono più valori. Sono rappresentati da un singolo elemento XML contenente elementi o tuple annidati.

Nella progettazione di XBRL, a tutti i fatti dell'articolo deve essere assegnato un contesto.
- I contesti definiscono l'entità, ad esempio, azienda o individuo, a cui si applica il fatto, il periodo di tempo in cui il fatto è rilevante e uno scenario opzionale. Le informazioni su data e ora che compaiono nell'elemento periodo devono essere conformi a ISO 8601. Gli scenari forniscono ulteriori informazioni contestuali sui fatti, ad esempio se i valori aziendali riportati sono effettivi, previsti o preventivati.
- Le unità definiscono le unità utilizzate dai fatti numerici o frazionari all'interno del documento. XBRL consente di definire unità più complesse, se necessario. I fatti di natura monetaria devono utilizzare un'unità dallo spazio dei nomi ISO 4217.
- Le note a piè di pagina utilizzano XLink per associare uno o più fatti ad alcuni contenuti.
- Riferimenti a tassonomie XBRL, in genere tramite riferimenti a schemi. È anche possibile collegarsi direttamente a una base di collegamento.

### Tassonomia XBRL
Una tassonomia XBRL è una raccolta di schemi di tassonomia e basi di collegamento. Uno schema di tassonomia è un documento (file) di schema XML. I linkbase sono documenti XML (file) che seguono la specifica XLink. Lo schema deve infine estendere il documento dello schema dell'istanza XBRL e in genere estendere altri schemi XBRL pubblicati sul sito Web xbrl.org.
- Gli schemi di tassonomia definiscono i "concetti" Item e Tuple usando gli elementi < xsd: element >. I concetti forniscono nomi per il fatto e indicano se si tratta o meno di una tupla o di un elemento, il tipo di dati (ad esempio monetario, numerico, frazionario o testuale) e potenzialmente più metadati.
- I linkbase sono una raccolta di collegamenti, che a loro volta sono una raccolta di localizzatori, archi e potenzialmente risorse. I localizzatori sono elementi che essenzialmente fanno riferimento a un concetto e forniscono un'etichetta arbitraria per esso. A loro volta, gli archi sono elementi che indicano che un concetto si collega a un altro concetto facendo riferimento alle etichette definite dai localizzatori. Alcuni archi collegano concetti ad altri concetti. Altri archi collegano concetti alle risorse, le più comuni delle quali sono etichette leggibili dall'uomo per i concetti. La specifica XBRL 2.1 definisce cinque diversi tipi di basi di collegamento.

1. Etichetta Linkbase
2. Riferimento Linkbase
3. Linkbase di calcolo
4. Definizione Linkbase
5. Presentazione Linkbase

## Moduli XBRL
XBRL International ha emesso un impegno di stabilità in relazione alla specifica XBRL 2.1 di base. Oltre a tale specifica, continua il lavoro sullo sviluppo di moduli XBRL che definiscono nuove funzionalità compatibili:
- Dimensioni XBRL - Supporta l'uso di basi di collegamento della tassonomia XBRL per definire informazioni contestuali aggiuntive e strutturate per fatti aziendali. Ogni informazione contestuale viene definita "dimensione". La specifica XBRL di base definisce essenzialmente tre dimensioni: periodo di rendiconto, entità che redige il bilancio (ovvero, una società o una sua divisione) e uno scenario di rendiconto vagamente definito, originariamente inteso a distinguere tra fatti effettivi e fatti previsti.
- Formula XBRL  - La Specifica della formula 1.0 supporta la creazione di espressioni (utilizzando XPath) che possono essere applicate alle istanze XBRL per convalidare le sue informazioni o per calcolare nuovi fatti XBRL in una nuova istanza.
- XBRL in linea (o iXBRL): La specifica XBRL in linea definisce come i metadati XBRL possono essere incorporati in documenti HTML o XHTML ben formati, in modo che i dati e le informazioni di rendering associate possano essere incapsulati in un unico documento.
- XBRL Versioning  - Questa specifica consente la creazione di Versioning Report che può essere utilizzato dagli autori delle tassonomie XBRL per fornire la documentazione delle modifiche tra due tassonomie. Molte tassonomie di grandi dimensioni (come la tassonomia IFRS) cambiano ogni anno.
- XBRL Table Linkbase  - Questo modulo consente agli autori di tassonomia di definire modelli di report tabulari. La Table Linkbase può essere utilizzata per la presentazione dei dati XBRL e anche per l'immissione dei dati, consentendo al software di presentare un modello per il completamento da parte dell'utente. Il Table Linkbase è adatto per gestire modelli di reportistica di grandi dimensioni e altamente dimensionali come quelli utilizzati per la reportistica Solvency II all'EIOPA e la reportistica COREP e FINREP all'EBA.

## Estensibilità
Oltre alla creazione di moduli aggiuntivi, XBRL International supporta diversi metodi per continuare l'espansione della funzionalità XBRL condivisa:
- Registro dei ruoli di collegamento: questo registro, ospitato su xbrl.org, raccoglie i ruoli di collegamento e di arco per promuovere il riutilizzo tra le tassonomie.
- Registro delle funzioni: questo registro raccoglie le funzioni XPath per il riutilizzo nelle formule linkbase.
- Registro delle regole di trasformazione: questo registro raccoglie le trasformazioni comuni utilizzate per convertire i dati leggibili dall'uomo nei documenti XBRL in linea (ad esempio "1 ° gennaio 2016") nei formati richiesti da XBRL ("2016-01-01").

## iXBRL
iXBRL (Inline XBRL) è uno sviluppo di XBRL in cui i metadati XBRL sono incorporati in un documento HTML, come ad esempio un report. Richiede che il documento HTML sia ben formato ma non specifica altrimenti il formato XML richiesto. In genere, iXBRL viene implementato all'interno di documenti HTML, che vengono visualizzati o stampati dai browser Web senza rivelare i metadati XBRL all'interno del documento. La specifica, tuttavia, fornisce uno schema normativo che richiede che qualsiasi documento iXBRL valido per schema sia in formato XHTML.
La maggior parte dei rapporti finanziari iXBRL vengono prodotti in due modi:
1. Il sistema che crea il report lo formatta direttamente in iXBRL. Nel Regno Unito, dove tutte le società sono tenute a depositare in iXBRL, i principali pacchetti di contabilità commerciale forniscono tutti l'esportazione iXBRL dei rapporti finanziari.
2. Il report finanziario viene prodotto come documento Microsoft Word o Microsoft Excel e un "Programma di etichettatura" viene utilizzato per aggiungere i metadati del concetto XBRL e per esportare il documento come XBRL in linea.

## Impatto sull'informativa finanziaria nell'Unione europea
Il 18 dicembre 2017 l'Autorità europea degli strumenti finanziari e dei mercati ha pubblicato la bozza finale degli standard tecnici di regolamentazione (RTS) che definisce il nuovo formato elettronico unico europeo (ESEF). In base alla bozza di regolamento, a partire dal 2020, le relazioni finanziarie contenenti il bilancio consolidato IFRS devono essere etichettate con i tag XBRL.

## Esempio di XBRL
Questo è un esempio di file di istanza dell'istruzione IFRS (International Financial Reporting Standards) di una società olandese fittizia:
```
<? xml version = "1.0" encoding = "UTF-8"?>

<xbrli:
 
xbrl
 

xmlns:
 
ifrs-gp =
 
"http://xbrl.iasb.org/int/fr/ifrs/gp/2005-05-15"
 

xmlns:
 
iso4217 =
 
"http://www.xbrl.org/ 2003 / iso4217 "
 

xmlns:
 
xbrli =
 
" http://www.xbrl.org/2003/instance "
 

xmlns:
 
xbrll =
 
" http://www.xbrl.org/2003/linkbase "
 

xmlns:
 
xlink =
 
" http: / /www.w3.org/1999/xlink "
 
>

    
<xbrll:
 
schemaRef
  
xbrll:
 
href =
 
"http://www.org.com/xbrl/taxonomy"
  
xlink:
 
type =
 
"simple"
 
/>
 

    
<ifrs-gp:
 
OtherOperatingIncomeTotalFinancialInstitutions
  
contextRef =
 
"J2004"
 
decimals  

        =
 
"0"
  
unitRef =
 
"EUR"
 
>
 
38679000000
 
<
/
 
ifrs-gp:
 
OtherOperatingIncomeTotalFinancialInstitutions>
 

    
<ifrs-gp:
 
OtherAdministrativeExpenses
  
contextRef =
 
"J2004"
 
decimals  

        =
 
"0"
  
unitRef =
 
"EUR"
 
>
 
35996000000
 
<
/
 
ifrs-gp:
 
OtherAdministrative
 
-Expenses>
 

    
<ifrsOtherOperatingExpenses
  
contextRef =
 
"J2004"
 
decimals  

        =
 
"0"
 
unitRef =
 
"EUR"
 
>
 
870000000
 
<
/
 
ifrs-gp:
 
OtherOperatingExpenses>

    
...

    
<ifrs-gp:
 
OtherOperatingIncomeTotalByNature
  
contextRef =
 
"J2004"
 
decimals  

        =
 
"0"
  
unitRef =
 
"EUR"
 
>
 
10430000000
 
<
/
 
ifrs-gp:
 
OtherOperatingIncomeTotalByNature>
 

    
<xbrli:
 
context
  
id =
 
"BJ2004"
 
>
 

        
<xbrli:
 
entity
>
 

            
<xbrli
  
schema =
 
"www.iqinfo.com/xbrl"
 
>
 
ACME
 
<
/
 
xbrli:
 
identifier>
 

        
<
/
 
xbrli:
 
entity>
 

        
<xbrli:
 
period
>
 

            
<xbrli:
 
instant
>
 
2004-01-01
 
<
/
 
xbrli:
 
instant>
 

        
<
/
 
xbrli:
 
periodo>
 

    
<
/
 
xbrli:
 
context>
 

    
<xbrli:
 
context
  
id =
 
"EJ2004 "
 
>
 

        
<xbrli:
 
entity
>
 

            
<xbrli:
 
identificatore
 
schema =
 
"www.iqinfo.com/xbrl"
 
>
 
ACME
 
<
/
 
xbrli:
 
identifier>
 

        
<
/
 
xbrli:
 
entity>
 

        
<xbrli:
 
period
>
 

            
<xbrli:
 
instant
>
 
2004-12-31
 
<
/
 
xbrli:
 
instant>
 

        
<
/
 
xbrli:
 
period>
 

    
<
/
 
xbrli:
 
context>
 

    
<xbrli:
 
context
  
id =
 
"J2004"
 
>
 

        
<xbrli:
 
entity
>
 

            
<xbrli:
 
identifier
  
scheme =
 
"www.iqinfo.com/xbrl"
 
>
 
ACME
 
<
/
 
xbrli:
 
identifier>
 

        
<
/
 
xbrli:
 
entity>
 

        
<xbrli:
 
period
>
 

            
<xbrli:
 
startDate
>
 
2004-01-01
 
<
/
 
xbrli:
 
startDate>
 

            
<xbrli:
 
endDate
>
 
2004-12-31
 
</ xbrli:endDate>
 

        
<
/
 
xbrli:
 
period>
 

    
<
/
 
xbrli:
 
context>
 

    
<xbrli:
 
unit
 
id =
 
"EUR"
 
>
 

        
<xbrli:
 
measure
>
 
iso4217:
 
EUR
 
<
/
 
xbrli:
 
measure>
 

    
<
/
 
xbrli:
 
unit>
 

<
/
 
xbrli:
 
xbrl>

```